# Фокея (растение)
Фокея (лат. Fockea) — род растений семейства Кутровые (Apocynaceae), произрастающий в странах Южной Африки.

## Название
Родовое латинское (научное) название Fockea дано в честь Хендрика Чарльза Фокке (Hendrik Charles Focke) — суринамско-голландского ботаника.

## Описание
Невысокие многолетние суккулентные растения, имеют объемные серо-коричневые каудексы с диаметром до 60 см. Каудекс позволяет хранить влагу и питательные вещества. В зависимости от вида, растения могут быть вечнозелеными или листопадными. Стебли встречаются на верху каудекса и обычно деревенеют и покрываются корой. Листья супротивные, зеленые, простые, ланцетные или эллиптические; их пластинки могут быть гладкими или мелко опушенными.
Цветки маленькие, могут быть желтыми или белыми, имеют приятный аромат. Представители рода двудомны и делятся на мужские и женские.

## Распространение
Природный ареал — Ангола, Ботсвана, Кения, ЮАР, Малави, Мозамбик, Намибия, Эсватини, Танзания, Замбия, Зимбабве.

## Таксономия
Fockea Endl., первое упоминание в S.L.Endlicher & E.Fenzl, Nov. Stirp. Dec.: 17 (1839).

### Синонимы
Гетеротипные (основанные на разных номенклатурных типах):
- Chymocormus Harv. (1842)

### Виды
Подтвержденные виды по данным сайта Plants of the World Online на 2023 год:
- Fockea angustifolia K.Schum.
- Fockea capensis Endl. — Фокея капская, или Фокея кудрявая
- Fockea comaru (E.Mey.) N.E.Br.
- Fockea edulis (Thunb.) K.Schum. — Фокея съедобная
- Fockea multiflora K.Schum. — Фокея мультифлора
- Fockea sinuata (E.Mey.) Druce

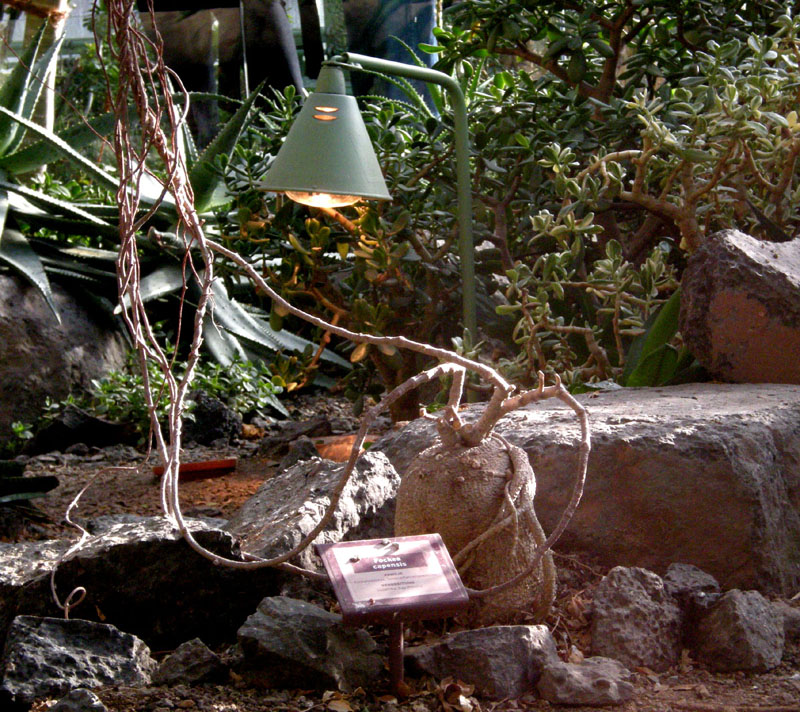
Fockea capensis
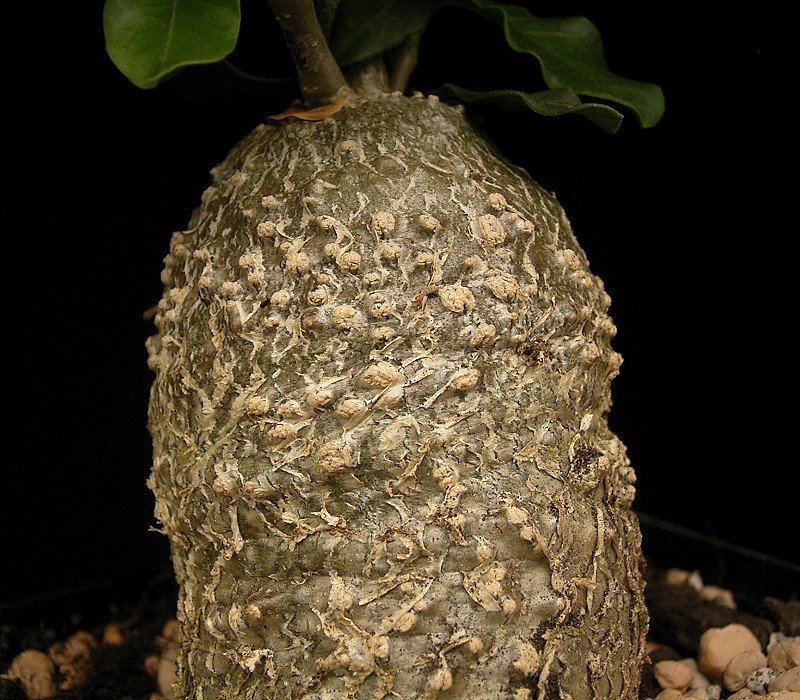
Fockea edulis
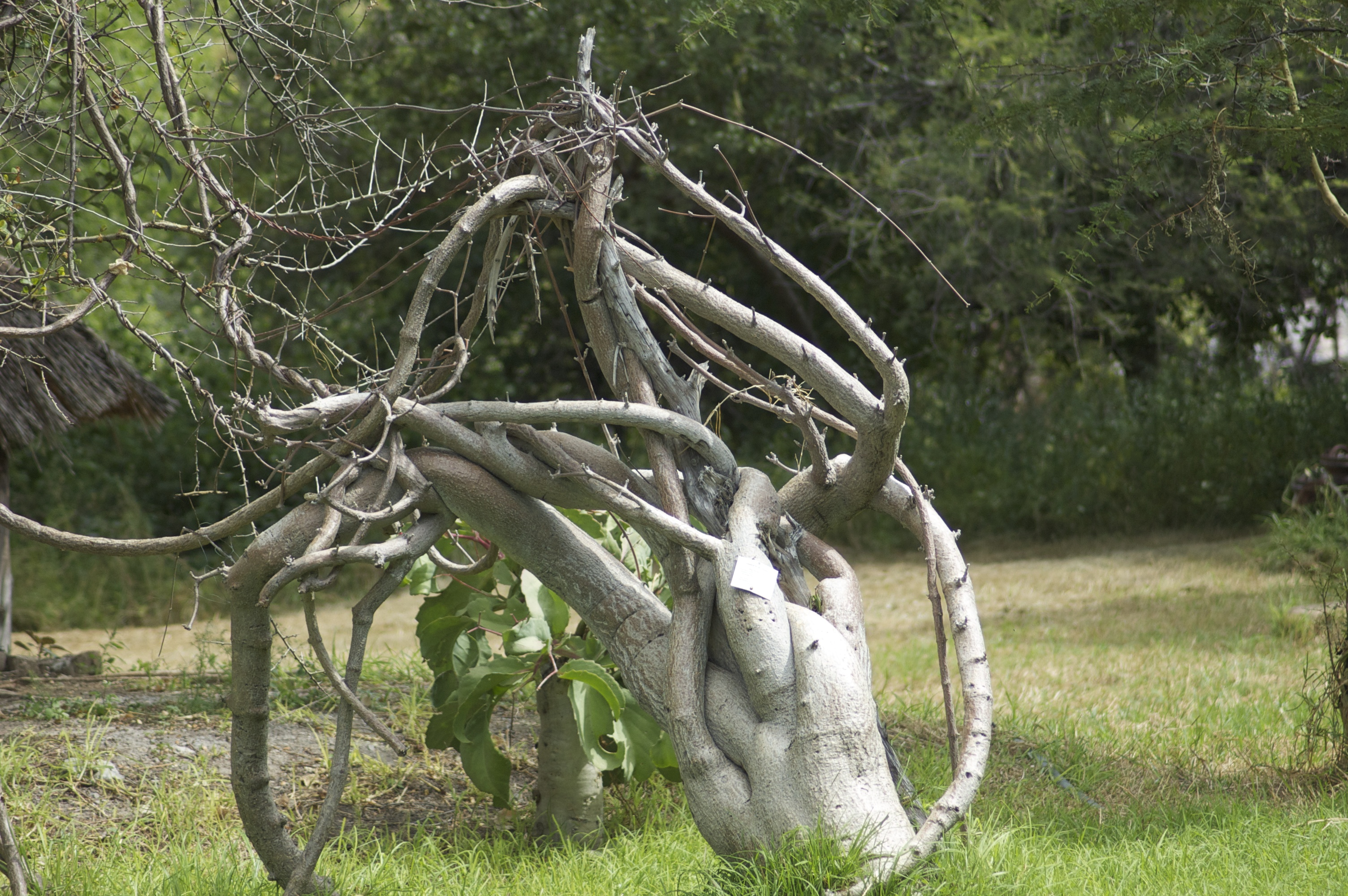
Fockea multiflora